# Les Larmes de Ah Kim
Les Larmes de Ah Kim (titre original : The Tears of Ah Kim) est une nouvelle de l'écrivain américain Jack London, publiée après sa mort aux États-Unis en 1918.

## Historique
La nouvelle est publiée initialement dans le Cosmopolitan en juillet 1918, avant d'être reprise dans le recueil On the Makaloa Mat en septembre 1919.

## Éditions

### Éditions en anglais
- The Tears of Ah Kim, dans le Cosmopolitan, périodique, juillet 1918.
- The Tears of Ah Kim, dans le recueil On the Makaloa Mat, New York ,The Macmillan Co, septembre 1919.

### Traductions en français
- Les Larmes de Ah Kim, traduction de Louis Postif, in Ric et Rac, juillet 1940.
- Les Larmes de Ah Kim, traduction de Louis Postif, in Histoires des îles, recueil, U.G.E., 1975.

## Source
- http://www.jack-london.fr/bibliographie